# Eltandborste

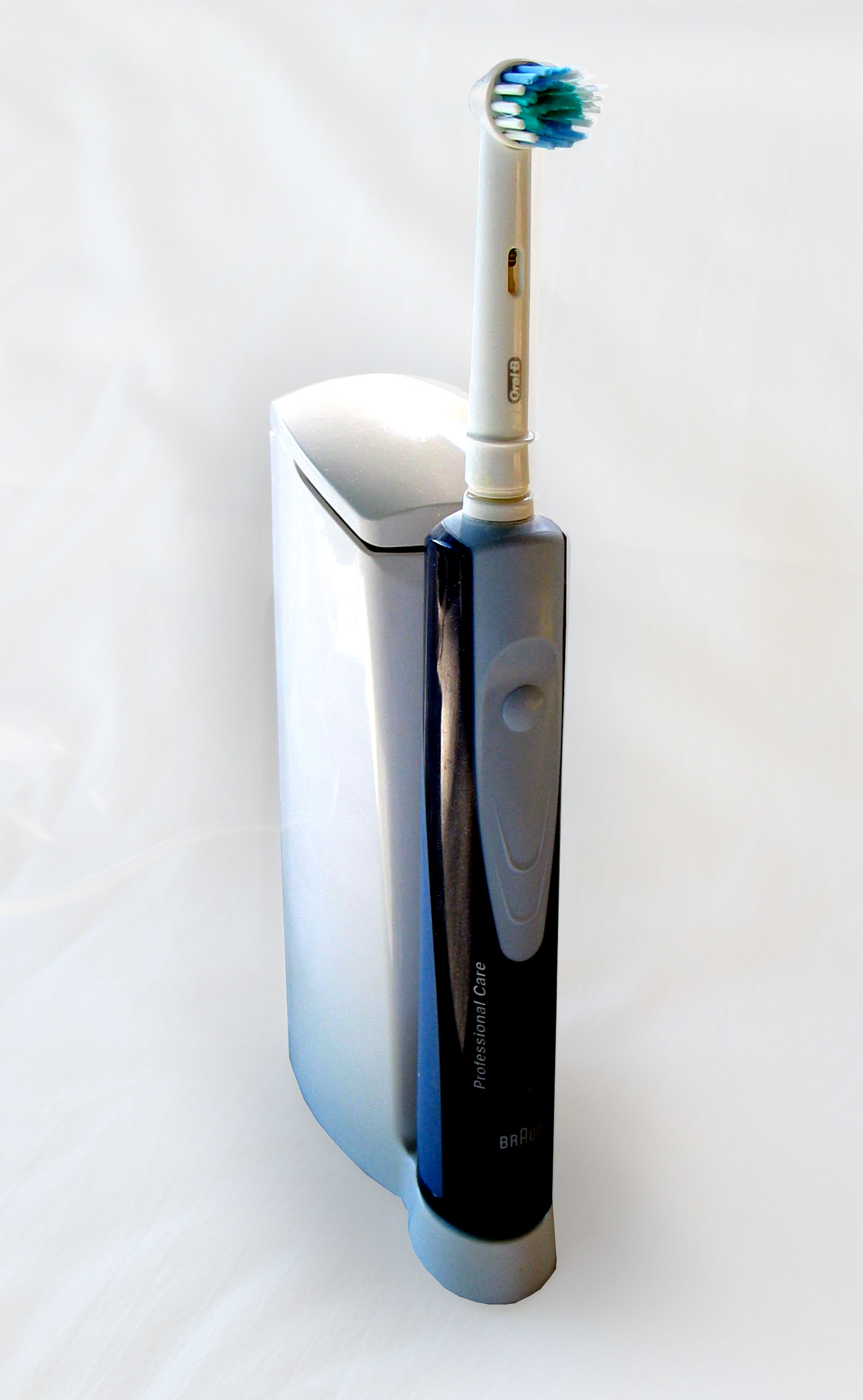
Eltandborste

Eltandborste är en typ av tandborste som drivs med elkraft och ofta är uppladdningsbar. Uppladdningen sker vanligen utan direkt galvanisk kontakt. Istället används elektromagnetisk induktion mellan spolar. Idag finns det en rad olika eltandborstar på marknaden, där främst laddningen skiljer sig åt. De vanligaste modellerna har induktionsladdning, men det finns även laddning med direktkontakt eller batteri.
En nutida eltandborste har ofta små borsthuvuden som roterar eller pulserar med hög frekvens. När man använder eltandborste är det viktigt att man borstar vid tandköttskanten och inte enbart mitt på tandytan. Eltandborstar bör inte användas tillsammans med vitgörande ("whitening") tandkräm eftersom det kan orsaka slitage på emaljen som i värsta fall kan leda till karies.
Många av dagens eltandborstar har även extrafunktioner såsom inbyggd timer och ibland även trycksensorer med en indikator för att man lättare ska uppnå optimalt borstresultat. Eltandborstar har löstagbart borsthuvud som ska bytas ut regelbundet innan det slits ut. Eltandborstar finns även för barn.

## Alternativa ändamål
Eltandborsten är användbar vid behandling av talstörningar, såsom läspning, r-fel och dyspraxi. Genom att föra eltandborstens huvud över till exempel valda delar av tungan och gommen kan man med dess vibrationer hjälpa patienten att hitta rätt muskelgrupper att arbeta med.